# Alcohol You
«Alcohol You» es una canción interpretada por la estrella rumana del canto Roxen, estrenada en formato digital el 21 de febrero de 2020 a través de Global Records. Fue escrita por Ionuț Armaș y Breyan Isaac, mientras que Viky Red se encargó de la producción. «Alcohol You» obtuvo el primer lugar en el concurso nacional Selecția Națională 2020 y fue seleccionada para representar a Rumania en el Festival de la Canción de Eurovisión 2020. Sin embargo, el evento se canceló debido a la actual pandemia de COVID-19. Previamente, la Sociedad Rumana de Televisión (TVR) seleccionó a Roxen para representar a su país.
«Alcohol You» es un lento que describe las emociones como la tristeza, desesperación, esperanza y nostalgia, así como encontrar la paz interior. Los críticos de música describieron su producción como «minimalista» y la han comparado con los trabajos de la cantante estadounidense Billie Eilish. «Alcohol You» ha recibido reseñas positivas tras su lanzamiento, en particular por su letra y la interpretación vocal de Roxen. Para promover el sencillo, la estrella subió un video lírico a su canal oficial en YouTube, simultáneamente con el estreno de la canción. Filmado por Bogdan Păun, el videoclip presenta a Roxen frente a un boceto de sí misma de neón junto con efectos de luz y humo. Además, Roxen interpretó «Alcohol You» en el programa de entrevistas La Măruță y en la estación de radio Virgin Radio Romania en febrero y marzo de 2020, respectivamente.

## Antecedentes y composición
La letra de «Alcohol You» fue escrita por Breyan Isaac y Ionuț Armaș. Este último la compuso junto con Viky Red, quien se encargó de la producción. Global Records estrenó el sencillo en formato digital el 21 de febrero de 2020 en varios países. Líricamente, el lento «dramático», describe las emociones como la tristeza, desesperación, esperanza y nostalgia, así como encontrar la paz interior; la Sociedad Rumana de Televisión (TVR) lo describió como un «himno genuino del amor universal». Los críticos describieron su producción como «minimalista»; uno de ellos la comparó con los trabajos de la cantante estadounidense Billie Eilish. Como medida para la participación programada de Roxen en el Festival de la Canción de Eurovisión 2020, se remasterizó el coro final de «Alcohol You», con la adición de «notas extendidas, cuerdas musicales y percusión». El título de la canción funciona como un juego de palabras con la frase «I'll call you»—en español: Te llamaré—. Con respecto a la voz de Roxen, un miembro del personal de ESCUnited señaló que «tiene una voz indie chirriante y las palabras monosílabas se oyen retorcidas».

## Recepción
Tras su lanzamiento, la pista ha recibido reseñas positivas por parte de los críticos de música. Michael Outerson, de EuroVisionary, elogió la versión original de «Alcohol You». En una reseña, cuatro miembros del personal de ESCUnited aplaudieron la letra y el ambiente emocional de la canción, así como la interpretación vocal de Roxen. Sin embargo, criticaron el juego de palabras del título y la falta de un «gancho musical apropiado». Robyn Gallagher, de Wiwibloggs, también cuestionó ese detalle, pero elogió su letra «oscura y sombría». Durante una revisión general de Wiwibloggs con varias reseñas hechas por distintos críticos, el tema obtuvo un total de 7.43 puntos de 10. El músico rumano Horia Moculescu señaló que «Alcohol You» contiene la temática de alcoholismo de la canción «Da, mamă» (2015) de la cantante rumana Delia Matache.

## Videos musicales y promoción
El 21 de febrero de 2020, Roxen estrenó el video lírico de «Alcohol You» en su canal oficial de YouTube, filmado por Bogdan Păun. Alexandru Mureșan se desempeñó como el director de fotografía, mientras que Mihai Sighinaș y Loops Production se encargaron de los gráficos y la producción, respectivamente. El videoclip comienza con una toma en espiral de Roxen frente a un boceto de sí misma de neón. A medida que avanza, la letra de la canción gira alrededor de la estrella, junto con los efectos de luz y humo; el crítico de Wiwibloggs, Angus Quinn, escribió que eso «le da al video una sensación casi submarina». El metraje termina con las luces intermitentes y la cantante acercándose a la cámara en estado de «hipnosis». Además, el equipo encargado filmó un video para la versión alternativa de la pista, titulada «Crystal Freckles Session», que se lanzó el 25 de febrero. Para una mayor promoción, Roxen se presentó en el programa de entrevistas La Măruță a finales de febrero, así como en la estación de radio Virgin Radio Romania a principios de marzo. Durante la cuarentena por la pandemia de COVID-19, se transmitió un video en el que Roxen interpreta «Alcohol You» en su dormitorio durante el evento español PreParty ES el 12 de abril, así como también en el programa de la Unión Europea de Radiodifusión (UER), Eurovision Home Concerts, el 1 de abril.

## Eurovisión

### Selección nacional
En enero de 2020, TVR anunció su colaboración con Global Records para seleccionar al representante de Rumania para el Festival de la Canción de Eurovisión 2020 en Róterdam, Países Bajos. El 11 de febrero, se reveló el triunfo de Roxen para representar a su país, y se nombraron cinco canciones—«Alcohol You», «Beautiful Disaster», «Cherry Red», «Colors» y «Storm»—escritas durante un campamento de composición organizado previamente. Los temas seleccionados ingresaron en la final nacional de Selecția Națională 2020 para que el jurado y el público eligiera la canción representante de Rumania en Eurovisión. «Alcohol You» obtuvo el primer lugar, con un total de diez puntos que consisten en el máximo de cinco puntos tanto del jurado como el televoto. Păun dirigió la presentación en directo con la asistencia del director de fotografía Dan Manoliu, que contó con el uso de un escenario circular y una pantalla LED de unos 300 metros cuadrados. Florian Rahn, de Wiwibloggs, describió la presentación como «emocional y sincera», y etiquetó su puesta en escena como «oscura y misteriosa». Roxen lució un vestido blanco con un top de encaje negro y, en un momento, interactuó con una imagen de sí misma en la pantalla LED.

### Róterdam
El Festival de la Canción de Eurovisión 2020 estaba programado para realizarse en la arena Ahoy Rotterdam en Róterdam, Países Bajos, con dos semifinales los días 12 y 14 de mayo, y la final el 16 de mayo de 2020. Según el reglamento de Eurovisión, cada país, excepto el país anfitrión y los «Big Five» (Alemania, España, Francia, Italia y el Reino Unido), requería calificar en una de las dos semifinales para competir por la final; los diez principales países de cada semifinal avanzarían hacia la final. En enero de 2020, se anunció que Rumania se presentaría en la segunda mitad de la primera semifinal. Sin embargo, el 18 de marzo, la UER anunció la cancelación del evento debido a la actual pandemia de COVID-19. Aunque TVR había considerado enviar «Alcohol You» para participar en el Festival de la Canción de Eurovisión 2021, poco después la UER anunció que las canciones de 2020 no pueden ingresar al evento del próximo año. No obstante, Roxen fue seleccionada internamente para la edición de 2021.

#### Festivales alternativos
Algunas de las emisoras programadas para formar parte del Festival de la Canción de Eurovisión 2020 organizaron competiciones alternativas. La compañía ORF, de Austria, estrenó el Festival de la Canción Der kleine en abril de 2020, donde cada participante requería calificar en una de las tres semifinales. Un jurado, compuesto por diez cantantes quienes representaron previamente al país en Eurovisión, se encargó de calificar cada canción; el tema con el mejor puntaje en cada semifinal avanzaría hacia la final. En la primera semifinal el 14 de abril, «Alcohol You» se posicionó en el séptimo lugar con un total de 61 puntos, junto con 14 canciones participantes. El sencillo también está programado para participar en el Festival Sveriges 12:a en mayo, organizado por la Televisión de Suecia, y en el Festival de la Canción Free European, del conglomerado ProSiebenSat.1 Media.

## Formatos
| Versiones oficiales |                                 |          |  |
| N.º                 | Título                          | Duración |  |
| 1.                  | «Alcohol You»                   | 2:55     |  |
| 2.                  | «Alcohol You» (Soundland Remix) | 3:08     |  |

## Historial de lanzamiento
| País  | Fecha                 | Formato(s)                 | Discográfica | Ref.  |
| ----- | --------------------- | -------------------------- | ------------ | ----- |
| Mundo | 21 de febrero de 2020 | Descarga digital streaming | Global       | [ 2 ] |